# Regiunea Atacama
Regiunea Atacama (Región de Atacama) este Region III din Chile, America de Sud. Ea este o regiune cu o populație rară, principalele orașe din regiune fiind:
- Copiapó, 129.281 loc. (2005)
- Vallenar, 48.000 loc. (2003)
- Caldera, 14.000 loc. (2003)
- Chañaral, 12.500 loc. (2003)

In regiune se află 3 parcuri naționale 1- Nevado Tres Cruces 2- Llanos de Challe 3- Pan de Azúcar
Tot aici în regiune se află munții cei mai înalți din Chile:
- Ojos del Salado (6.893 m)
- Cerro Tres Cruces (6.753 m)
- Incahuasi (6.621 m)

## Istoric
Cu toate că în regiune apa se află în cantități reduse, regiunea este populată din timpuri străveci de poparele indigene Atacameños, Aymara, Chinchorros și Diaguitas care trăiau în oaze. Mai târziu regiunea a devenit o parte a Imperiului Inca. In anul 1536 sosește în regiunea Copiapó conchistadorul spaniol „Diego de Almagro” iar după destrămarea imperiului inca, regiunea de deșert ajunge sub stăpânire spaniolă. După luptele de eliberare și obținerea independenței statelor sudamericane, regiunea va aparține de Bolivia. In anul 1832 se vor descoperi zăcăminte de argint la ca 50 km sud de Copiapó, iar în 1916 s-a început exploatarea cuprului la „Potrerillos”. Iar după descoperirea nitratului de potasiu a izbucnit războiul sudamerican Războiul Salpetrului „Guerra del Pacífico” (1879–1884), încurajată și sprijinită de Marea Britanie, Chile atacă Peru și Bolivia, ca urmare a războiului Bolivia și Peru vor pierde teritorii însemnate printre care regiunea Tarapaca și Atacama va trece în stăpânirea statului Chile.
| Provincie | Capitala Provinciei | Commune            |  |
| Chañaral  | Chañaral            | 1 Chañaral         |  |
| Chañaral  | Chañaral            | 2 Diego de Almagro |  |
| Copiapó   | Copiapó             | 3 Caldera          |  |
| Copiapó   | Copiapó             | 4 Copiapó          |  |
| Copiapó   | Copiapó             | 5 Tierra Amarilla  |  |
| Huasco    | Vallenar            | 6 Alto del Carmen  |  |
| Huasco    | Vallenar            | 7 Freirina         |  |
| Huasco    | Vallenar            | 8 Huasco           |  |
| Huasco    | Vallenar            | 9 Vallenar         |  |